# Anders Ruuth
Anders Ruuth (n. 1926 în Stockholm; † noiembrie 2011 în Helsingborg -Suedia ) a fost un teolog evanghelic suedez.

## Viața
A studiat teologia evanghelică în Lund și devine în 1953 pastor al Bisericii Luterane Suedeze în eparhia Växjö. Efectuează zece ani de activitate misionară în Argentina iar din 1963 revine în parohia Härnösand Suedia. Din 1966 activează ca profesor de teologie la universitatea José C. Paz (î apropiere de Buenos Aires). Din 1971 este director al Fundației Söråker, din 1974 protopop în Örnsköldsvik și din 1985 director al organizației Lutherhilfe. Titlul de 1995 Dr. theol. îl obține în 1995 pentru o lucrare despre fracțiunea penticostală  Igreja Universal do Reino de Deus.
În Argentina compune în 1968 versurile și muzica cântecului „La paz del senor“ - "Pacea Domnului", devenit celeru în toată lumea prin ziua internațională a rugăciunii din 1988.  

## Publicații
- Dopets rikedom enligt bibeln och bekännelseskrifterna. Stockholm 1975.
- Igreja Universal do Reino de Deus : Gudsrikets universella kyrka : en brasiliansk kyrkobildning. Stockholm 1995.
- Ord med makt! : Svenska Bibelsällskapets historia 1815-2000: Uppsala 2000.
- Brazilian pentecostal identity : a few characteristics. In: Jan-Åke Alvarsson/ Rita Laura Segato (Hrsg.): Religions in transition : mobility, merging and globalization in contemporary religious adhesions. Uppsala : Uppsala Univ. Library, 2003, S. 101-128 ISBN 91-554-5852-1.
- Rite and Power = Rito y poder : international seminar. Uppsala : Faculty of Theology, 2003.